# 美浜町立河和小学校
美浜町立河和小学校（みはまちょうりつ こうわしょうがっこう）は、愛知県知多郡美浜町にある公立小学校。

## 校区
- 大字河和、河和台、大字北方、北方、大字浦戸の一部、新浦戸が校区である[注釈 1]。公立中学校の場合の進学先は美浜町立河和中学校である[1]。

## 沿革
- 1873年（明治6年） 9月 -
  - 河和村に明善学校が開校する。甘露寺[注釈 2]を仮校舎とする。
  - 北方村に第6中学区第46番小学日進学校が開校する。
- 1878年（明治11年）
  - 1月 - 明善学校が第2大学区第6中学区第47番学区公立小学河和学校に改称する。
  - 12月28日 - 河和村、浦戸村、古布村が合併し、三和村となる。第2大学区第6中学区第48番学区公立学校古布学校が第2大学区第6中学区第42番学区公立学校古布学校に改称する。
- 1884年（明治17年） - 三和村が河和村、浦戸村、古布村に分立する。
- 1887年（明治20年）4月 -
  - 河和学校が尋常小学河和学校に改称する。
  - 北方学校が尋常小学河和学校に統合される。
  - 古布学校が尋常小学河和学校に統合され、尋常小学河和学校古布分教場となる。
- 1888年（明治21年）
  - 4月 - 北方村に北方分教場を設置する。
  - 8月 - 尋常小学河和学校が河和村字北屋敷235-1に校舎を新築し、移転する。
- 1889年（明治22年）10月1日 -
  - 河和村と浦戸村が合併し、河和村が発足。
  - 豊丘村と古布村が合併し、豊丘村が発足。
  - 布土村、時志村、北方村が合併し、布土村が発足。
- 1891年（明治24年） - 北方分教場が北方尋常小学校として独立する。
- 1892年（明治25年） -
  - 4月 - 尋常小学河和学校が河和尋常小学校に改称する。
  - 5月 - 古布分教場が豊丘村に移管される。
  - 7月 - 古布分教場が豊丘村立古布尋常小学校として独立する。
- 1896年（明治29年）5月 - 河和尋常小学校に高等科を設置し、河和尋常高等小学校に改称する。
- 1903年（明治36年）5月6日 - 河和村が町制施行し河和町となる。
- 1906年（明治39年）7月1日 - 河和町、布土村、豊丘村の一部（古布・矢梨・切山）が合併し、河和町が発足する。
- 1907年（明治40年）1月 - 北方尋常小学校が河和第四尋常小学校に改称する。
- 1908年（明治41年）12月 - 河和尋常高等小学校に河和第四尋常小学校が統合される。同時に河和第一尋常小学校に改称する。
- 1921年（大正10年） - 現在地に校舎が完成し、移転する。
- 1941年（昭和16年）4月1日 - 愛知県知多郡河和町中部国民学校に改称する。
- 1947年（昭和22年）4月1日 - 河和町立河和中部小学校に改称する。
- 1948年（昭和23年）10月1日 - 河和町立河和小学校に改称する。
- 1955年（昭和30年）4月1日 - 河和町と野間町が合併し、美浜町が発足する。同時に美浜町立河和小学校に改称する。
- 1973年（昭和48年） - 新校舎（鉄筋コンクリート造）が完成する。
- 1975年（昭和50年） - 校舎を増築する。
- 1976年（昭和51年） - 校舎を増築する。体育館が完成する。
- 1979年（昭和54年） - 校舎を増築する。
- 1980年（昭和55年） - プールが完成する。
- 2022年（令和4年）4月 - 河和南部小学校を統合。

## 交通アクセス
- 名鉄河和線河和駅下車、徒歩約10分。
- 巡回ミニバス「自然号」東部コース「河和小学校下」バス停より徒歩約5分。
- 知多乗合師崎線「北河和」バス停より徒歩約4分。
- 海っ子バス豊浜線、西海岸線「北河和」バス停より徒歩約4分。

## 周辺施設
- 美浜町立河和中学校
- 河和北保育所
- 河和海水浴場
- 知多厚生病院
- 名鉄河和線河和駅

## 統合計画
- 少子化、施設の老朽化もあり、美浜町の全ての小学校（5校）と中学校（2校）を統合し、小中一貫校に再編する計画である。小中一貫校は日本福祉大学美浜キャンパスの敷地内に設置され、2028年4月の開校予定である。